# Aleksandar Radomir Petrović
Aleksandar Radomir Petrović (in serbo Александар Радомир Петровић?; Belgrado, 1º febbraio 1985) è un ex calciatore serbo, di ruolo centrocampista.